# Time Will Heal Our Senses (album)
Time Will Heal Our Senses is het zesde studioalbum van DI-RECT uit 2011. Het album heeft net als zijn voorganger This Is Who We Are uit 2010 een veel serieuzer rockgeluid dan de vier eerste albums van DI-RECT. Van het album zijn vijf singles uitgebracht.

## Nummers
Alle teksten zijn geschreven door DI-RECT en J&J Inglis, alle muziek is geschreven door DI-RECT.
| 1.                 | Still Life                                                                    | 5:03 |
| 2.                 | Young Ones                                                                    | 3:56 |
| 3.                 | Reach (ft. Paul Jan Bakker)                                                   | 4:14 |
| 4.                 | Holiday                                                                       | 4:50 |
| 5.                 | Shadows Of The Night (ft. Paul Jan Bakker, Rob van der Wouw & Lisette Eising) | 5:51 |
| 6.                 | Broken (ft. Paul Jan Bakker)                                                  | 3:53 |
| 7.                 | Equal To God (ft. Paul Jan Bakker)                                            | 3:16 |
| 8.                 | The Chase                                                                     | 3:38 |
| 9.                 | Say Something                                                                 | 4:41 |
| 10.                | Long Way Home                                                                 | 4:10 |
| 11.                | Ships & Shivers                                                               | 2:49 |
| 12.                | Time Will Heal Our Senses (ft. Paul Jan Bakker)                               | 7:28 |
| Totale duur: 53:46 |                                                                               |      |

## Bezetting
- Marcel Veenendaal - zang
- Frans van Zoest - gitaar
- Vince van Reeken - toetsen
- Bas van Wageningen - basgitaar
- Jamie Westland - drums

## Gastmuzikanten
- Paul Jan Bakker - gitaar
- Lisette Eising - zang
- Rob van der Wouw - trompet

## Productie
- Producer - James Lewis